# Dumb and Dumberer : Quand Harry rencontra Lloyd
Pour les articles homonymes, voir Dumb and Dumber (homonymie).
Série
Dumb and Dumber
(1994) Dumb and Dumber De
(2014)
Pour plus de détails, voir Fiche technique et Distribution.
Dumb and Dumberer : Quand Harry rencontra Lloyd ou Plusse cloche et très zidiot au Québec (Dumb and Dumberer: When Harry Met Lloyd) est un film américain de Troy Miller, sorti en 2003.
Il s'agit d'une préquelle du film Dumb and Dumber, réalisé par les Peter et Bobby Farrelly et sorti en 1994.

## Synopsis
Alors qu'il est encore au collège, Harry Dunne fait un jour la connaissance de Lloyd Christmas. Ensemble, ils vivent de nombreuses aventures.

## Fiche technique
- Titre original : Dumb and Dumberer: When Harry Met Lloyd
- Titre français : Dumb and Dumberer : Quand Harry rencontra Lloyd
- Titre québécois : Plusse cloche et très zidiot: Quand Harry rencontra Lloyd
- Réalisation : Troy Miller
- Scénario : Robert Brener et Troy Miller
- Photographie : Anthony B. Richmond
- Montage : Lawrence Jordan
- Décors : Paul Huggins
- Costumes : Susanna Puisto
- Musique : Eban Schletter
- Production : Cale Boyter (en), Robert Brener, Toby Emmerich, Oren Koules, Brad Krevoy (en), Carl Mazzocone, Troy Miller, Steven Stabler, Charles B. Wessler (en) et Bennett Yellin
- Sociétés de production : New Line Cinema, Dakota Pictures (en) et Avery Pix
- Budget : 19 millions de dollars américains (13,94 millions d'euros)
- Pays d'origine : États-Unis
- Format : couleurs - 1,37:1 - DTS / Dolby Digital / SDDS - 35 mm
- Genre : comédie
- Durée : 85 minutes
- Dates de sortie :
  - États-Unis : 13 juin 2003
  - France ; Belgique : 13 août 2003

## Distribution
- Eric Christian Olsen (VF : Alexis Tomassian ; VQ : Renaud Paradis) : Lloyd Christmas
- Derek Richardson (VF : Christophe Lemoine ; VQ : Philippe Martin) : Harry Dunne
- Rachel Nichols (VF : Karine Foviau ; VQ : Joëlle Morin) : Jessica
- Shia LaBeouf (VF : Vincent Ropion ; VQ : Hugolin Chevrette-Landesque) : Lewis
- Luis Guzmán (VF : Bruno Dubernat ; VQ : Manuel Tadros) : Ray
- Michelle Krusiec (VF : Sophie Riffont ; VQ : Catherine Bonneau) : Cindy / Ching Chong
- Cheri Oteri (VF : Michèle Buzynski ; VQ : Natalie Hamel-Roy) : madame Heller
- Mimi Rogers (VF : Anne Jolivet ; VQ : Hélène Mondoux) : madame Dunne
- Josh Braaten (en) (VF : Adrien Antoine) : Toby
- Bob Saget (VQ : Sébastien Dhavernas) : le père de Jessica
- Elden Henson (VQ : Martin Watier) : Turk
- William Lee Scott (VQ : Jean-Robert Bourdage) : Carl
- Teal Redmann (VQ : Aline Pinsonneault) : Terri
- Lin Shaye : Margie
- Eugene Levy (VF : Michel Papineschi ; VQ : Jean-Marie Moncelet) : le proviseur Collins
- Julia Duffy : la mère de Jessica
- Timothy Stack : le docteur
- Brian Posehn (VF : Michel Vigné) : Store Clerk

Source doublage VF : Voxofilm

## Bande originale
- Ice Ice Baby, interprété par Vanilla Ice
- The Anthem, interprété par Good Charlotte
- Eye of the Tiger, interprété par Survivor
- Making Love Out of Nothing at All, interprété par Air Supply
- But I Feel Good, interprété par Groove Armada
- Dum, interprété par Nutra
- You Gotta Feel It, interprété par Spoon
- Clap Your Hands, interprété par They Might Be Giants
- The A-Team (Theme), composé par Mike Post et Peter Carpenter
- Magic Bus, interprété par The Who
- Happy Boy, interprété par The Beat Farmers
- You Light Up My Life, interprété par Starsound Orchestra
- The Message, interprété par Jiggs Chase, John Fletcher, Melvin Glover et Sylvia Robinson
- Questions, interprété par Papas Fritas
- Give It All You Got, interprété par Afro Rican (en)
- Whip It, interprété par Devo
- You Make My Dreams Come True, interprété par Hall and Oates

## Récompenses et nominations
- Razzie Awards 2004 : nominations au prix de la « pire suite de film », du « pire scénario » et du « pire couple à l'écran » pour Eric Christian Olsen et Derek Richardson.

## Autour du film
- Le tournage s'est déroulé à Atlanta, Buckhead et Marietta, en Géorgie.
- Derek Richardson et Eric Christian Olsen reprennent les rôles interprétés à l'origine par Jeff Daniels et Jim Carrey dans Dumb and Dumber en 1994, film adapté en série animée par Hanna-Barbera en 1995, Dumb & Dumber.
- Lin Shaye, qui interprète Margie, est la seule actrice à avoir joué dans les deux films.
- Le sous-titre Quand Harry rencontra Lloyd parodie le titre du film Quand Harry rencontre Sally.
- On peut aussi remarquer quelques scènes ou dialogues ressemblant au premier film : la scène où Lloyd se fait pardonner en donnant l'ours blanc que Harry avait apprécié lors de la visite au musée, ressemble à la scène du premier film quand Lloyd a échangé le mini-bus contre une petite mobylette. On peut aussi remarquer d'autres ressemblances de ce type dans le film.